# Pounamu

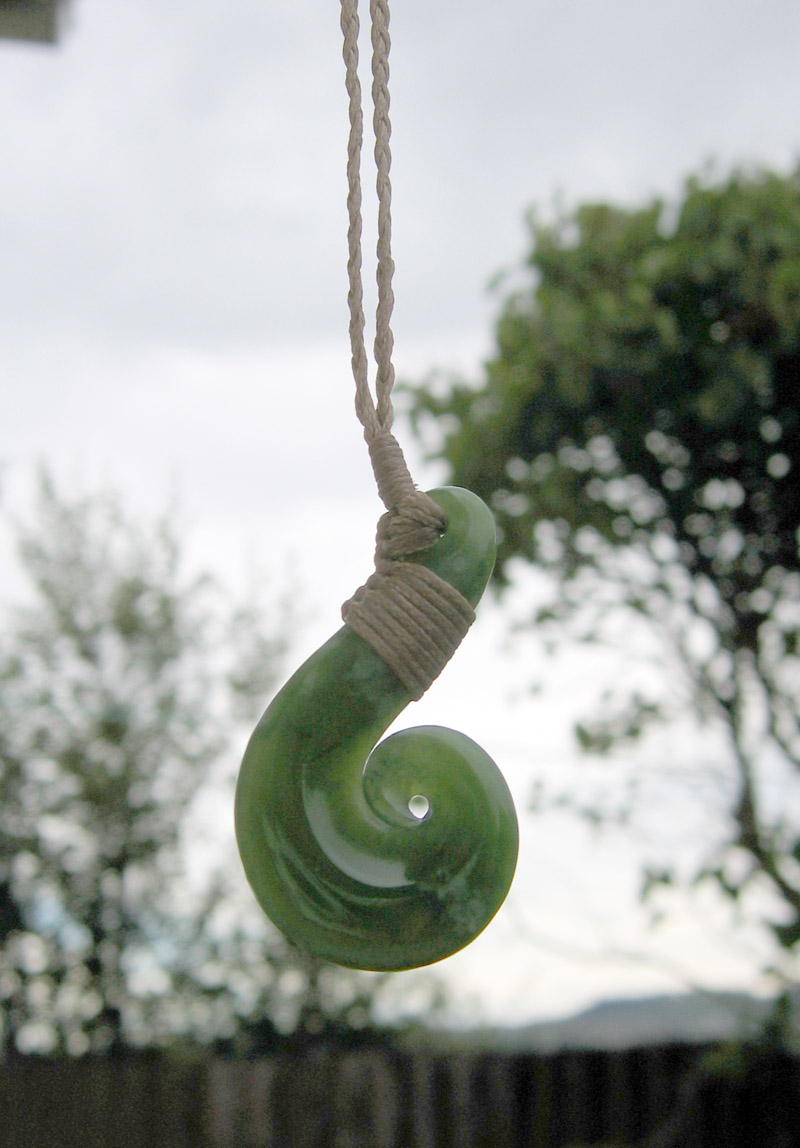
Pendentif « hei matau » en pounamou, représentant un hameçon fortement stylisé.

Pounamu est le terme employé pour désigner  différents types de roches dures et durables que l'on peut trouver dans la partie sud de la Nouvelle-Zélande. Elles ont une grande valeur en Nouvelle-Zélande[évasif]. De plus, les sculptures créées à partir de pounamu jouent un rôle central dans la culture maorie.

## Nom
Le terme maori « pounamu », utilisé aussi en anglais néo-zélandais, fait référence aux deux types de roche verte prisés pour la création de sculptures : le jade néphrite, classé par les Maoris selon différents noms qui font référence à ses différentes couleurs, tels que kawakawa, kahurangi, īnanga ; et l'antigorite, une variété de serpentine, connue sous le nom tangiwai[réf. nécessaire].
Le terme générique « pounamu » est généralement utilisé car les autres noms utilisés dans le langage commun induisent souvent en erreur : en effet, les termes de « jade de Nouvelle-Zélande » (toutes les roches de pounamu ne sont pas du jade) et de « roche verte » (terme utilisé pour de nombreuses roches de divers pays sans lien avec le pounamu) sont trop ambigus et imprécis. Le pounamu se trouve seulement en Nouvelle-Zélande alors que de nombreuses pierres vendues dans les magasins de souvenirs sous l'appellation « pierre verte » sont du jade venant de l'étranger[réf. nécessaire]

## Matériaux

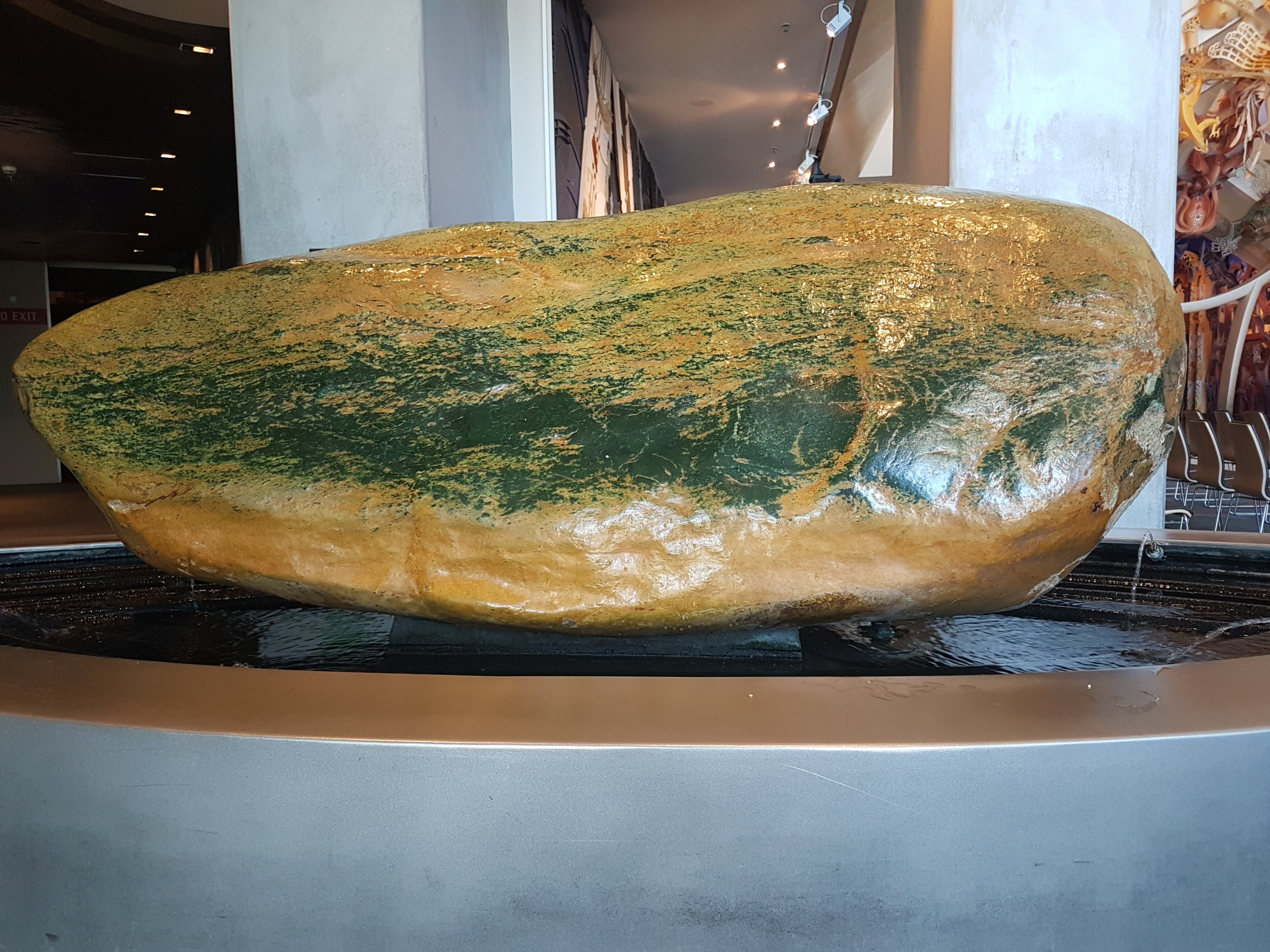
Pounamu (pierre verte) mauri présenté au niveau du marae de Te Papa Tongarewa le Musée National de la Nouvelle-Zélande à wellington présenté par l'iwi des Ngāi Tahu

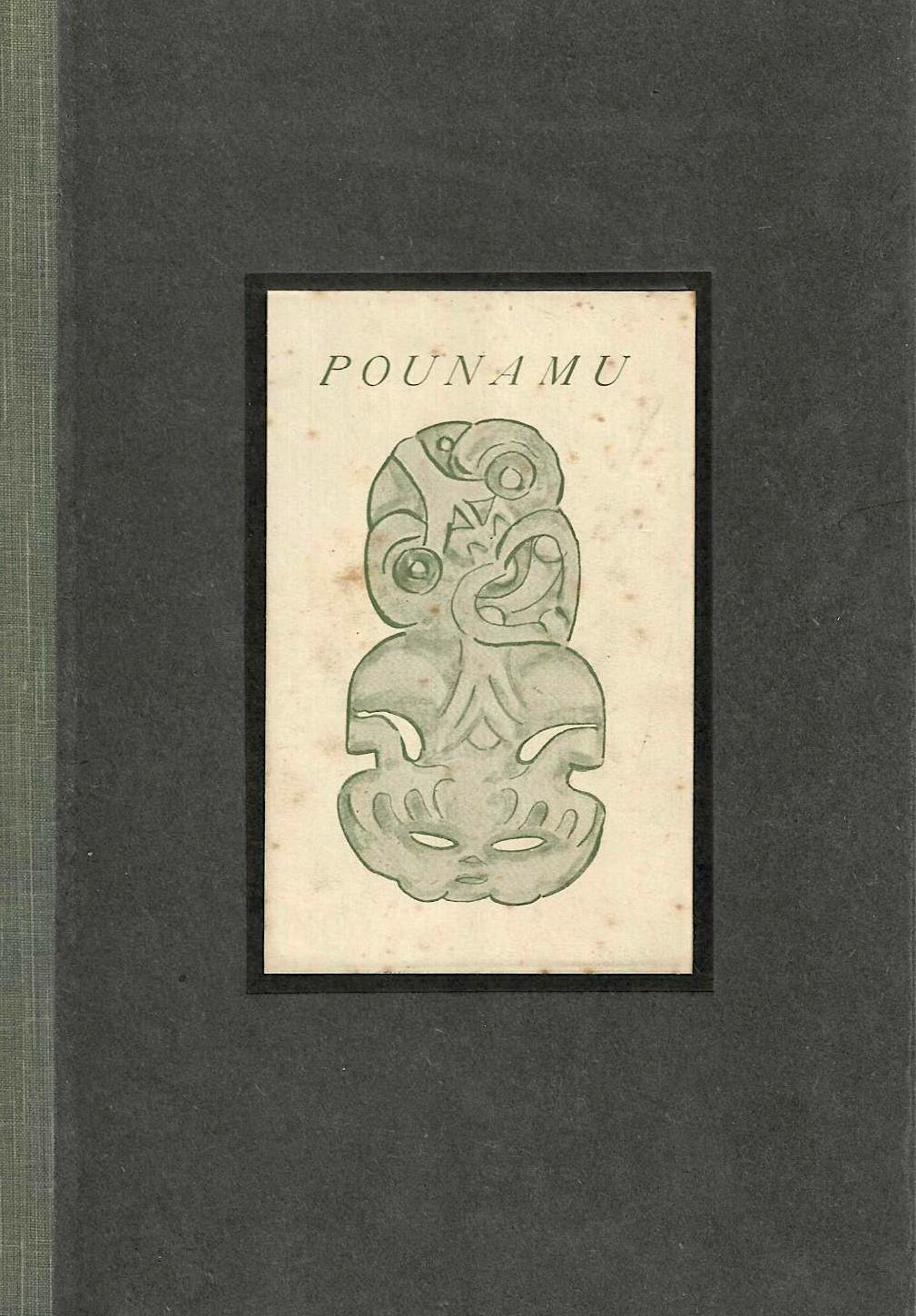
Couverture du livre de H.G. Robley de 1915 sur les Pounamu: "Notes on New Zealand Greenstone"

Les Maori allaient chercher les pierres vertes constituant les pounamu dans le secteur sud-ouest au niveau des fjords d'abords difficiles de la région de Te wai avant de les rapporter pour les travailler. Il s'agit de
- Nephrite:(variété Kawakawa du Westland) formé de la fusion de  Grauwacke et de Dunite à haute température.
- Bowerite provenant du secteur de Milford Sound.
- Grauwacke des grès à forte proportion de Feldspath
- Punite : une roche ignée riche en olivine et pyroxène
- semi-nephrite

## Utilisation traditionnelle
Ces pierres  permettait aux Maori de faire  des pendentifs, mais aussi des ornements et des outils (herminettes) ou surtout des massues de chef Maori (en).
Plus de 200 pièces prêtées par le musée Musée de Nouvelle-Zélande Te Papa Tongarewa  de Wellington furent exposées en 2017 lors de l'exposition temporaire: "La pierre sacrée des Maori" au Musée du Quai Branly - Jacques-Chirac.
Mais ces objets ne sont pas seulement des objets mais sont pour les Maori: l'incarnation de la "Mana": la force d'une personne ou d'une famille d'où son caractère sacré parfois en rapport avec la Mythologie maorie